# Diofanto de Atenas
Diofanto (em latim: Diophantus) foi um retor romano de origem árabe do século IV. Era pupilo de Juliano da Capadócia e depois foi um de seus sucessores como professor de retórica em Atenas. Era rival de Proerésio, mas à morte deste (366/367 ou 367/368) produziu uma oração funerária para ele. Recrutou seus pupilos da Arábia, mas também cooptou muitos de outros lugares, como Libânio, que foi forçado a assistir suas palestras. Eunápio também assistiu suas palestras entre 362-367. Diofanto faleceu pouco depois de Proerésio e deixou dois filhos os quais são descritos por Eunápio como devotados ao lucro comercial e à vida luxuriosa.